# Мохаммад II
Мохаммад II (1772—1796) — шах Ірану в 1773—1794.

## Життєпис
По материнській лінії належав до династії Сефевідів. Син Саїди Муртази, знатного перса, та Ісмет-султан, дочки шаха Тахмаспа II. Народився у 1772 в Ісфагані. При народженні дістав ім'я Адул-Фатх. У 1773 фактичний правитель держави Карім Хан Занд оголосив хлопчика новим шахом. Він не мав жодної влади.
Під час тривалої війни між Каджарами і Зендами за владу залишався в Ісфагані, не брав участь в якихось походах чи змовах. У 1794 з перемогою Ага Мохаммед-хана Каджара залишив Шираз разом Лотфі-ханом Зандом. У 1794 році загинув у Кермані під час здобуття його військами Каджарів.